# Michel Junior Diaz
Michel Junior Diaz (Saint-Herblain, 23 luglio 2003) è un calciatore ivoriano, difensore del Brest, in prestito dal Troyes.

## Biografia
Nato a Saint-Herblain, da genitori ivoriani, ha una sorella, Hillary, anch'ella calciatrice.

## Carriera

### Club
Cresciuto nel Nantes, di cui entra a far parte nel 2012, si fa tutta la trafila delle giovanili per dieci anni, vincendo nella stagione 2021-2022 e in quella 2022-2023 il campionato U19.
Nel mentre, oltre che essere aggregato per la prima volta in seconda squadra, riceve la prima convocazione in prima squadra e il 7 gennaio 2023 debutta con la stessa durante una gara di coppa di Francia contro il Virois.
Il 30 agosto 2023 viene ceduto in prestito all'Annecy.
Rimasto in panchina per le prime gare delle stagione, fa il proprio debutto in Ligue 2 - e con il club - il 26 settembre contro l'Auxerre.
Dal momento del debutto si rivela essere importante per il club, scalando rapidamente le gerarchie e concludendo poi la stagione con 22 presenze tra tutte le competizioni.
Tornato dal prestito, non viene confermato nella rosa del Nantes che, l'8 agosto 2024, lo cede a titolo definitivo al Troyes per una cifra pari a 2,5 milioni di euro.
Debutta con il nuovo club la settimana successiva, il 16 agosto, in occasione della sconfitta per 4-0 contro il Guingamp.
Dopo una stagione da 39 presenze tra campionato e coppa, il 13 luglio 2025 si accada in prestito al Brest.

### Nazionale
Ha giocato nella nazionale ivoriana Under-23.

## Statistiche

### Presenze e reti nei club
Statistiche aggiornate al 13 luglio 2025.
| Stagione        | Squadra         | Campionato      | Campionato | Campionato | Coppe nazionali | Coppe nazionali | Coppe nazionali | Coppe continentali | Coppe continentali | Coppe continentali | Altre coppe | Altre coppe | Altre coppe | Totale | Totale | Totale |
| Stagione        | Squadra         | Comp            | Pres       | Reti       | Comp            | Pres            | Reti            | Comp               | Pres               | Reti               | Comp        | Pres        | Reti        | Pres   | Reti   |        |
| --------------- | --------------- | --------------- | ---------- | ---------- | --------------- | --------------- | --------------- | ------------------ | ------------------ | ------------------ | ----------- | ----------- | ----------- | ------ | ------ | ------ |
| 2021-2022       | Nantes 2        | N2              | 1          | 0          | -               | -               | -               | -                  | -                  | -                  | -           | -           | -           | 3      | 0      |        |
| 2022-2023       | Nantes 2        | N2              | 24         | 1          | -               | -               | -               | -                  | -                  | -                  | -           | -           | -           | 24     | 0      |        |
| 2022-2023       | Nantes          | L1              | 0          | 0          | CF              | 1               | 0               | -                  | -                  | -                  | -           | -           | -           | 1      | 0      |        |
| ago. 2023       | Nantes 2        | N3              | 1          | 1          | -               | -               | -               | -                  | -                  | -                  | -           | -           | -           | 1      | 1      |        |
| Totale Nantes 2 | Totale Nantes 2 | Totale Nantes 2 | 26         | 2          |                 | -               | -               |                    | -                  | -                  |             | -           | -           | 26     | 2      |        |
| 2023-2024       | Annecy          | L2              | 20         | 0          | CF              | 2               | 0               | -                  | -                  | -                  | -           | -           | -           | 22     | 0      |        |
| 2024-2025       | Troyes          | L2              | 34         | 0          | CF              | 5               | 0               | -                  | -                  | -                  | -           | -           | -           | 39     | 0      |        |
| 2025-2026       | Brest           | L1              | 0          | 0          | CF              | 0               | 0               | -                  | -                  | -                  | -           | -           | -           | 0      | 0      |        |
| Totale carriera | Totale carriera | Totale carriera | 80         | 2          |                 | 8               | 0               |                    | -                  | -                  |             | -           | -           | 88     | 2      |        |

## Palmarès

### Giovanili
- Championnat National U19: 2

2021-2022, 2022-2023